# Sempre Verde
Sempre Verde è stato un programma televisivo italiano di genere enogastronomico e naturalistico, andato in onda su Rete 4 dal 5 ottobre 2019 all'11 giugno 2022, ogni sabato dalle 13:00 alle 14:00, con la conduzione di Luca Sardella e Daniela Sardella.

## Il programma
Il programma era nato per sostituire il programma dello stesso Luca Sardella, Parola di Pollice Verde, andato in onda sempre su Rete 4 dal 17 settembre 2016 al 13 luglio 2019. 
Il programma era costruito intorno alla personalità e alle capacità comunicative di Luca Sardella e di sua figlia Daniela Sardella: i conduttori raccontavano Il territorio toccando temi come la botanica, l'agricoltura, il giardinaggio, l'arte e l'archeologia.
Il programma ha fatto tappa in varie località dell'Italia, producendo dei reportage che mostrano eccellenze paesaggistiche, artistiche, archeologiche e agroalimentari col proposito di promuovere il "Made in Italy". Tra i temi trattati, il benessere, la salute e la cucina.

## Edizioni
| Edizione | Anno      | Conduzione    | Conduzione       | Periodo         | Periodo        | Puntate |
| Edizione | Anno      | Conduzione    | Conduzione       | Inizio          | Fine           | Puntate |
| -------- | --------- | ------------- | ---------------- | --------------- | -------------- | ------- |
| 1ª       | 2019-2020 | Luca Sardella | Daniela Sardella | 5 ottobre 2019  | 8 agosto 2020  | 38      |
| 2ª       | 2020-2021 | Luca Sardella | Daniela Sardella | 10 ottobre 2020 | 5 giugno 2021  | 35      |
| 3ª       | 2022      | Luca Sardella | Daniela Sardella | 2 aprile 2022   | 11 giugno 2022 | 10      |

## Programmazione
| Edizione | Rete televisiva | Anno      | Stagione          | Orario      | Durata | Programmazione | Programmazione | Programmazione | Programmazione | Programmazione | Programmazione | Programmazione | Collocazione |
| Edizione | Rete televisiva | Anno      | Stagione          | Orario      | Durata | L              | M              | M              | G              | V              | S              | D              | Collocazione |
| -------- | --------------- | --------- | ----------------- | ----------- | ------ | -------------- | -------------- | -------------- | -------------- | -------------- | -------------- | -------------- | ------------ |
| 1ª       | Rete 4          | 2019-2020 | autunno-estate    | 13:00-14:00 | 60 min |                |                |                |                |                |                |                | Day-time     |
| 2ª       | Rete 4          | 2020-2021 | autunno-primavera | 13:00-14:00 | 60 min |                |                |                |                |                |                |                | Day-time     |
| 3ª       | Rete 4          | 2022      | primavera         | 13:00-14:00 | 60 min |                |                |                |                |                |                |                | Day-time     |